# Riberos del Tajo
Riberos del Tajo es una mancomunidad española situada en el centro de la provincia de Cáceres, Extremadura. Por hallarse en el entorno del parque nacional de Monfragüe, es considerada por diversos autores e instituciones como una comarca natural con el nombre de Comarca de Monfragüe, pero no está constituida como comarca administrativa.
La mancomunidad, fundada en 1997, está constituida por siete municipios: Casas de Millán, Cañaveral, Malpartida de Plasencia, Mirabel, Pedroso de Acim, Serradilla y Torrejón el Rubio. La capital es Cañaveral, pero la localidad más poblada es Malpartida de Plasencia.

## Geografía física
La comarca natural de Monfragüe se encuentra en la provincia de Cáceres, entre Navalmoral de la Mata, Plasencia y Trujillo, en el Valle del Tajo en el centro de la provincia de Cáceres. 
Monfragüe es de una gran simplicidad orográfica: el río Tajo flanqueado por pequeñas alineaciones montañosas paralelas como eje longitudinal y extensas penillanuras cubiertas de dehesas a norte y sur. Es en el eje central montañoso donde se localiza la mayoría de nidos de las aves rapaces que han dado fama a este lugar, tanto en los cantiles serranos y fluviales como en las masas de monte mediterráneo. 

## Historia
Existen pinturas rupestres de unos 4.000 años de antigüedad. 
Los romanos denominaron a este lugar "Monsfragorum", es decir, monte fragoso. 
En el año 713, los árabes conquistan esta comarca y construyen el castillo de Monfragüe (que da nombre al Parque y a la comarca) y actualmente en ruina. Un poco por debajo de donde se unen los ríos Tajo y Tiétar, comenzó a levantarse en 1450 el Puente del Cardenal, para facilitar el trasiego de personas y mercancías entre las poblaciones de Plasencia y Trujillo. La zona se convirtió en un paso estratégico, siendo propicio al bandidaje; por ello el rey Carlos III de España mandó construir en 1784 la aldea de Villarreal de San Carlos, situado unos kilómetros al norte del Río Tajo y su Puente del Cardenal. Durante los años 1960, se construyen las presas de Torrejón-Tiétar, Torrejón-Tajo y Alcántara, embalsando las aguas del río Tajo y del río Tiétar, haciendo desaparecer los ríos en Monfragüe, junto a sus valiosos bosques de ribera.
A finales de la década de los 60 y comienzos de la de los 70, comienzan las repoblaciones masivas de eucaliptos con el objeto de abastecer una fábrica de papel que nunca llegó a construirse. Las movilizaciones ecologistas resultantes de estos cultivos arbóreos, encabezadas por Jesús Garzón y Adenex, consiguieron que en 1979 se declarase Monfragüe como parque natural, ya adquiriendo categoría de parque nacional.
Esta comarca es uno de los destinos de turismo ornitológico más destacados de Europa, un referente europeo en la observación de aves rapaces.
Presidida esta comarca por su patrona La Virgen de Montfragüe, en lo alto de la sierra, al lado del castillo. Dicha imagen es una de las más antiguas de Extremadura, traída de Palestina en el siglo XII por la Orden de Santiago. 
El 18 de marzo de 2007, la ministra Cristina Narbona presidió el acto de declaración de parque nacional.

## Municipios
Integra los siguientes municipios:
- Malpartida de Plasencia
- Serradilla
- Cañaveral
- Torrejón el Rubio
- Mirabel (Cáceres)
- Casas de Millán
- Pedroso de Acim

## Figuras de protección
- “ZEPA Monfragüe y las dehesas del entorno”: es una Zona de especial protección para las aves, con una superficie de 116.751 ha.

La ZEPA alberga 25 parejas de grandes águilas (águila imperial, águila perdicera y águila real), además de importantes colonias de buitre negro (unas 300 parejas) y buitre leonado (550 parejas).
- “Parque nacional de Monfragüe”: es el núcleo central de la ZEPA, con una superficie de 18.396 hectáreas. Fue el primer espacio protegido de Extremadura.

Así, el Parque concentra más del 95% de los nidos de buitres y el 56% de las tres grandes águilas. Las dehesas circundantes sirven como áreas de alimentación.